# Avenida Dom Rodrigo da Cunha
A Avenida Dom Rodrigo da Cunha é uma avenida de Lisboa, localizada na antiga freguesia de São João de Brito, actualmente freguesia de Alvalade. A sua designação actual (2010) data de 13 de maio de 1949, e presta homenagem ao Arcebispo de Lisboa Dom Rodrigo da Cunha (1577 - 1643). O desenho do conjunto urbano de 20 edifícios habitacionais é do arquitecto Joaquim Ferreira (arquiteto).
A avenida tem início na Avenida Almirante Gago Coutinho e fim na confluência da Rua de São joão de Brito, Avenida Santa Joana Princesa e Rua Conde de Arnoso.
Foi anteriormente designada como Avenida compreendida entre a Avenida do Aeroporto e o Largo Frei Heitor Pinto.